# Ojinaga (gemeente)
Ojinaga is een gemeente in de Mexicaanse deelstaat Chihuahua. De hoofdplaats van Ojinaga is Ojinaga. 
De gemeente heeft 24.307 inwoners (2000).
Ojinaga is een van de 67 gemeenten van Chihuahua. De gemeente is gelegen in het noorden van Mexico, aan de grens met de Verenigde Staten. De hoofdstad, Ojinaga, is een grensstad. De gemeente heeft een totale oppervlakte van 9,500.50 km². 
Ojinaga is vernoemd naar gouverneur Manuel Ojinaga.
De enige wat grotere stad is Ojinaga met 18.378 (2005). Daarna komen El Oasis met 354 inwoners en La Esmeralda met 204 inwoners op de tweede en derde plek.
Van 2007 tot 2010 was Cesar Carrasco Baesa de president van de gemeente.
Ahumada · Aldama · Allende · Aquiles Serdán · Ascensión · Bachiniva · Balleza · Batopilas · Bocoyna · Buenaventura · Camargo · Carichi · Casas Grandes · Chihuahua · Chinipas · Coronado · Coyame del Sotol · Cuauhtémoc · Cusihuiriachi · Delicias · Dr. Belisario Domínguez · El Tule · Galeana · Gómez Farías · Gran Morelos · Guachochi · Guadalupe · Guadalupe y Calvo · Guazapares · Guerrero · Hidalgo del Parral · Huejotitán · Ignacio Zaragoza · Janos · Jiménez · Juárez · Julimes · La Cruz · López · Madera · Maguarichi · Manuel Benavides · Matachi · Matamoros · Meoqui · Morelos · Moris · Namiquipa · Nonoava · Nuevo Casas Grandes · Ocampo · Ojinaga · Praxedis G. Guerrero · Riva Palacio · Rosales · Rosario · San Francisco de Borja · San Francisco de Conchos · San Francisco del Oro · Santa Bárbara · Santa Isabel · Satevo · Saucillo · Temósachi · Urique · Uruachi · Valle de Zaragoza